# Václav Brožík
Václav Brožík, češki slikar, * 5. marec 1851, † 15. april 1901.
Brožík velja za največjega češkega akademskega slikarja. Študiral je v Pragi, Dresdnu in v Münchnu.
Kot prvi in do zdaj edini Čeh je leta 1896 postal član Académie des Beaux-Arts.